# Kanton Pessac-2
Kanton Pessac-2 (fr. Canton de Pessac-2) je francouzský kanton v departementu Gironde v regionu Akvitánie. Tvoří ho část obce Pessac.